# Филип III фон Фльорхинген
Филип III фон Фльорхинген (на немски: Philipp III, Herr von Flörchingen; † юли 1346) е благородник от род фон Фльорхинген от фамилията Дом Шатеноа, господар на Флоранж в Гранд Ест.

## Произход
Той е син на Роберт фон Фльорхинген († 1323) и съпругата му Хелоаза де Паци. Внук е на Гилес фон Фльорхинген († 1301) и Лизе де Пасавант († сл. 1283). Потомък е на херцог Симон I от Горна Лотарингия (1093 – 1139) и Аделаида от Брабант († 1158).
Симон I от Горна Лотарингия е полубрат на император Лотар III.

## Фамилия
Филип III фон Фльорхинген се жени за Ерменгарда де Хунолщайн († 1337), внучка на фогт Хуго фон Хунолщайн († сл. 1239), дъщеря на Боемунд фон Хунолщайн-Цюш († 1334) и Катарина фон Зирсберг († 1311). Те имат децата:
- Жанета/Шонета фон Фльорхинген (* пр. 1332; † сл. 1344/1361), омъжена за Готфрид IV фон Рандек († sl. 1339/1345/1347)
- Елизабет фон Фльорхинген († сл. 1389), омъжена I. за Фридрих фон Даун († 1346), II. пр. 10 септември 1348 г. за Йохан фон Керпен-Моестроф († 1400/1405), син на Конрад фон Керпен († сл. 1343/сл. 1345)
- Филип IV Флоранж († 23 август 1371 в битка при Баесвайлер, Аахен), сеньор на Флоранж, женен 1344 г. за Аликс (Алайдис) дес Септфонтенес († сл. 1375)